# روز جهانی سالمندان

روز جهانی سالمندان در اول اکتبر (مصادف با ۹مهر ماه) هر سال گرامی داشته می‌شود.
در ۱۴ دسامبر ۱۹۹۰، مجمع عمومی سازمان ملل متحد روز ۱ اکتبر به عنوان روز جهانی سالمندان در قطعنامه شماره ۴۵/۱۰۶ ثبت کرد.
این روز مشابه روز ملی مادربزرگ‌ها و مادربزرگ‌ها در ایالات متحده و کانادا و همچنین دومین جشنواره نهم در چین و احترام به روز پیر در ژاپن است. این آگاه‌سازی با تمرکز سازمان‌های پیری و برنامه سازمان ملل متحد در زمینه پیری و سالمندی است.

## عناوین سالانه
- ۱۹۹۸ و ۲۰۰۰: به سوی جامعه‌ای برای همه سنین
- ۲۰۰۴: افراد مسن در یک جامعه بین نسلی
- ۲۰۰۵: پیری در هزاره جدید
- ۲۰۰۶: بهبود کیفیت زندگی برای افراد مسن: پیشبرد استراتژی‌های جهانی سازمان ملل
- ۲۰۰۷: پرداختن به چالش‌ها و فرصت‌های پیری
- ۲۰۰۸: حقوق افراد مسن
- ۲۰۰۹: تجلیل از دهمین سالگرد سال جهانی بین سالمندان: به سوی جامعه ای برای همه سنین
- ۲۰۱۰: افراد مسن و دستیابی به اهداف توسعه هزاره
- ۲۰۱۱: فرصتهای رو به رشد و چالش‌های سالمندی جهانی
- ۲۰۱۲: طول عمر: شکل‌دادن به آینده
- ۲۰۱۳: آینده ای که می‌خواهیم: آنچه افراد مسن می‌گویند
- ۲۰۱۴: ترک هیچ‌کس در پشت: ارتقاء جامعه برای همه
- ۲۰۱۵: پایداری و شمول سن در محیط شهری
- ۲۰۱۶: در برابر پنداریسم موضع بگیرید
- ۲۰۱۷: قدم به آینده: ضربه زدن به استعدادها، مشارکتها و مشارکت افراد مسن در جامعه
- ۲۰۱۸: جشن قهرمانان حقوق بشر قدیمی تر
- ۲۰۱۹: سفر به برابری سن